# Rumunki Skępskie
Rumunki Skępskie – wieś w Polsce położona w województwie kujawsko-pomorskim, w powiecie lipnowskim, w gminie Skępe. Wraz z wsią Skępskie tworzy sołectwo Rumunki-Skępskie.
W latach 1975–1998 miejscowość administracyjnie należała do województwa włocławskiego.
Zobacz też: Rumunki